# Wybory prezydenckie w Stanach Zjednoczonych w Kalifornii w 1992 roku
Wybory prezydenckie w Stanach Zjednoczonych w Kalifornii w 1992 roku – odbyły się 3 listopada 1992 jako część 52. wyborów prezydenckich, w których wzięło udział wszystkie 50 stanów oraz Dystrykt Kolumbii.
Wyborcy w Kalifornii wybrali 54 elektorów, aby reprezentowali ich w głosowaniu powszechnym w kolegium elektorskim.
Był to pierwszy raz kiedy Kalifornia zagłosowała na kandydata demokratów od czasu Lyndona B. Johnsona w wyborach w roku 1964. Wybór Clintona zmienił zwyczaj wygrywania od republikanów na demokratów.
Pierwsza okazja, gdy hrabstwo San Diego zagłosowało na kandydata demokratów od czasu Franklina D. Roosevelta w 1944 r. i ostatni raz, kiedy demokrata zdobył hrabstwa – Del Norte, Siskiyou, Tehama, Plumas, Tuolumne i Mariposa.
Ross Perot zdobył hrabstwo Trinity, jedyny raz kiedy kandydat – nie republikanin ani demokrata zdobył jakiekolwiek hrabstwo od czasu Roberta La Follette Sr’a w 1924 roku.
| 1988← 3 XI 1992 →1996 |                                                                           |                                                                                  |                                                                                |
| --- | ------------------------------------------------------------------------- | -------------------------------------------------------------------------------- | ------------------------------------------------------------------------------ |
| - Kandydat na prezydenta - Partia polityczna - Stan macierzysty - Kandydat na wiceprezydenta - Głosy elektorskie - Głosy powszechne - Wyniki procentowe | - Bill Clinton - demokrata - Arkansas - Al Gore - 54 - 5 121 325 - 46,01% | - George H.W. Bush - republikanin - Teksas - Dan Quayle - 0 - 3 630 574 - 32,61% | - Ross Perot - bezpartyjny - Teksas - James Stockdale - 0 - 2 296 006 - 20,63% |